# Psilopteryx psorosa
Psilopteryx psorosa là một loài Trichoptera trong họ Limnephilidae. Chúng phân bố ở miền Cổ bắc.